# Szejeni
Szejeni, Szejenowie, Czejenowie (ang. Cheyenne, nazwa własna: Tsis tsis'tas /tsɪtsɪtʃas/ – „ludzie”) – plemię Indian północnoamerykańskich. Współcześnie wszyscy mówią po angielsku, ok. 1,7 tys. posługuje się również własnym językiem szejeńskim z rodziny algonkiańskiej.

flaga Szejenów Północnych

## Nazwa
Naród Szejenów składał się z dwóch zjednoczonych około 1831 roku plemion –  Só'taeo'o (znanych szerzej jako Sutaio) oraz Tsétsêhéstâhese (znanych jako Tsitsistas; liczba pojedyncza: Tsétsêhéstaestse), co przekłada się na polskie „tacy jak my” lub „istoty ludzkie”. Oba plemiona zawsze podróżowały razem. Suhtajowie mieli odmienne tradycje i posługiwali się odrębnym dialektem.
Nazwa „Szejeni” (ang. Cheyenne) pochodzi od dakockiego egzonimu Šahíyena (znaczącego „mała Šahíya”). Znaczenie słowa Šahíya jest nieznane, jednakże wiele plemion z Wielkich Równin zakładało, że oznaczać musi Krików lub inny lud posługujący się jednym z języków algonkiańskich. Szejeńskim słowem określającym Odżibwejów jest Sáhea'eo'o, brzmiące podobnie do dakockiego Šahíya.
Jedną z najczęstszych etymologii miana tych Indian jest „trochę jak [ludzie] obcej mowy” (dosłownie „czerwoni mówcy”). Według George’a Grinnella Dakotowie określali siebie oraz inne plemiona mówiące językami siouańskimi jako „białych mówców”, zaś posługujących się językami obcymi, jak algonkiańskich Szejenów jako „czerwonych mówców” (Šahíyena).

## Historia
W 1673 zamieszkiwali zachodnią część dzisiejszego stanu Wisconsin i Minnesotę w okolicach rzek Missisipi i Minnesota. Byli wówczas ludem osiadłym, zajmującym się uprawą fasoli, kukurydzy i dyni. Zajmowali się także myślistwem. Posiadali wysoko cenione zdolności wyrobu rękodzieła. Nie wchodzili w konflikty z sąsiadami. Wszystko zmieniło się z chwilą pojawienia się na Wielkich Równinach konia.

### Przepowiednia Słodkiego Leku

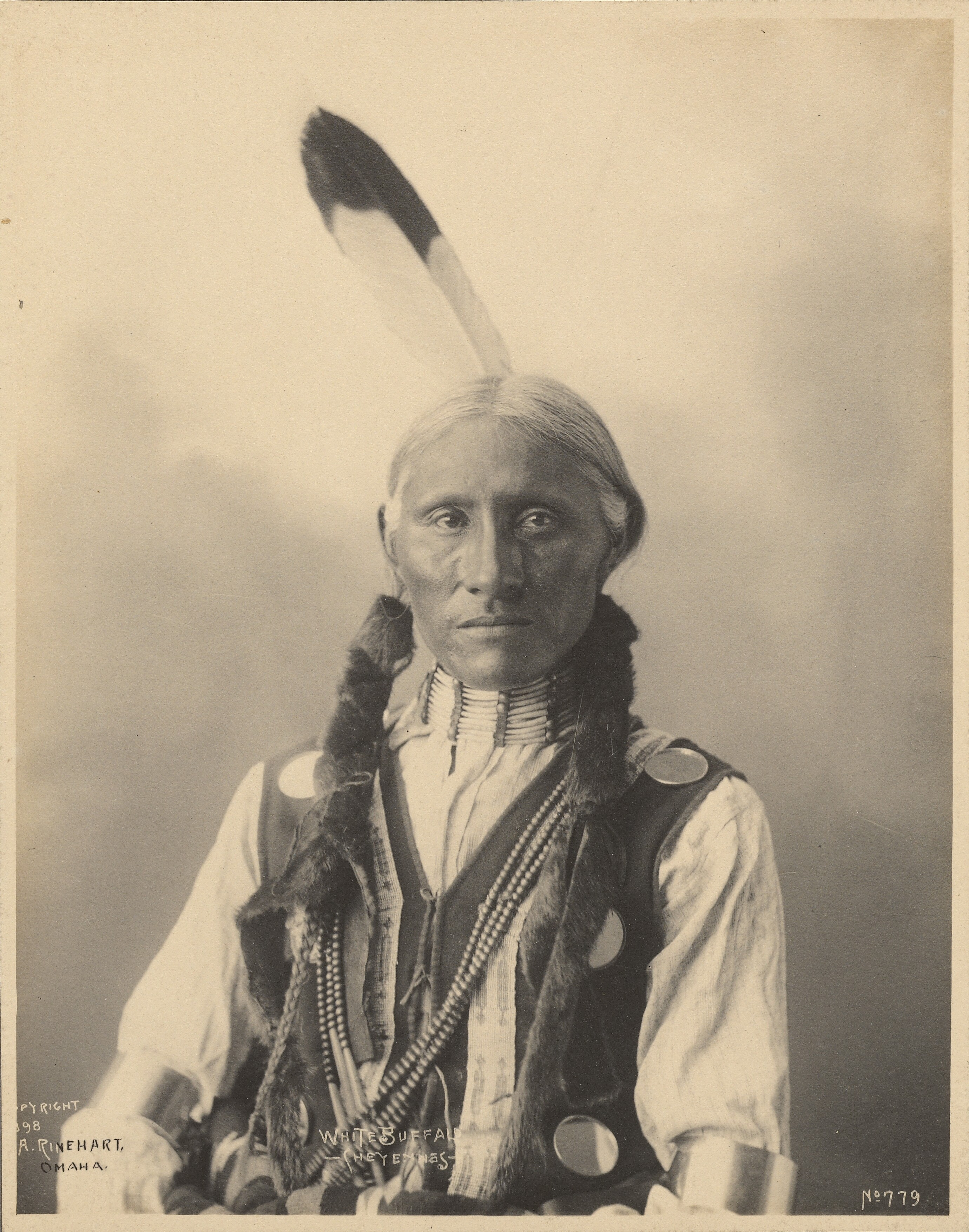
Wódz Szejenów Biały Bawół

Zgodnie z tradycją plemienną w odległych czasach żył wśród Szejenów człowiek o imieniu Słodki Lek. Ów człowiek ostrzegł swych ziomków przed „ludem ziemi” – przybyszami o jasnej skórze i mówiącymi niezrozumiałym językiem. Wraz z nimi miało pojawić się dziwne zwierzę: „ma ciemny grzbiet i ogon sięgający ziemi; jego racice są okrągłe; zawiezie cię na swym grzbiecie aż do tych wzgórz, które wydają się niebieskawą linią na horyzoncie – i do których trzeba wędrować przez wiele dni – w bardzo krótkim czasie. Nie obawiaj się go...”
Szejeni obłaskawili swe pierwsze konie na początku XVIII wieku. Wcześnie, ale jednak później niż inne plemiona prerii. Byli więc stopniowo wypierani przez potężniejszych Dakotów i zmuszeni zostali do przeniesienia się na zachód w okolice jeziora Traverse, aby osiąść ostatecznie nad rzeką Cheyenne na terenie obecnego stanu Dakota Południowa. Tamtejsza osada została jednak zniszczona w wyniku napadu Czipewejów. Ci z Szejenów, którzy ocaleli połączyli się z innymi plemionami i przenieśli się na południe nad rzekę Missouri. Zaprzestali wtedy uprawy ziemi, przestawiając się na koczowniczy i łowiecki tryb życia. Wkrótce przenieśli się w okolice Gór Czarnych, a z początkiem XIX w. na tereny w okolicach rzeki Platte.
W 1832 część Szejenów osiadła w pobliżu Fort Bent nad rzeką Arkansas, a pozostała część powędrowała wokół źródeł rzeki Północna Platte i Yellowstone. Tak dokonał się podział na Szejenów Północnych i Południowych. Zostało to potwierdzone traktatem z 1851 roku podpisanym w Fort Laramie.

### Szejeni Północni
Do 1840 roku prowadzili krwawe walki z plemieniem Kiowa, po czym sprzymierzyli się z nimi i walczyli u ich boku z białymi osadnikami i innymi plemionami indiańskimi. W 1849 zostali zdziesiątkowani w wyniku epidemii cholery, a w latach 1860–1878 ponieśli duże straty w ludziach w walkach z wojskami amerykańskimi, biorąc m.in. udział w bitwie pod Little Big Horn. W końcu otrzymali istniejący do dziś rezerwat w stanie Montana.

### Szejeni Południowi
Przewodzili powstaniu w latach 1874–1875. W rok później osiedlono ich w rezerwacie na Terytorium Indiańskim w dzisiejszym stanie Oklahoma. Na początku XX w. otrzymali te ziemie w posiadanie.

## Demografia
Liczba Szejenów i Sutajów była w 1780 roku szacowana na 3500 osób. W 1904 roku było 1900 Szejenów Południowych i 1400 Szejenów Północnych. W 1937 roku obydwa plemiona Szejenów, wraz z plemieniem Arapaho, liczyły 4397 osób.
Według danych U.S. Census Bureau, podczas spisu powszechnego w 2000 roku 11 191 obywateli USA zadeklarowało, że jest pochodzenia Cheyenne, a 18 204 oświadczyło, że ma pochodzenie wyłącznie lub między innymi Cheyenne. Ponadto 3634 osoby zadeklarowały się jako wyłącznie Cheyenne-Arapaho, a 4510 jako wyłącznie lub między innymi Cheyenne-Arapaho.

## Znaczenie
Po swojej ucieczce z Minnesoty Szejeni stali się jednym z najsłynniejszych plemion Wielkich Równin. Znani ze swej waleczności w okresie kolonizacji Zachodu przez białych, wyróżniali się później jako zwiadowcy i przewodnicy armii amerykańskiej.
Stolica stanu Wyoming jest nazwana na cześć tego plemienia, podobnie miejscowość Cheyenne Wells w Kolorado, rzeka w Dakocie Południowej (Cheyenne River), pasmo górskie Cheyenne Mountains w Kolorado, jak również hrabstwa w Kolorado, Nebrasce i Kansas.

## Znani Szejeni
- Ben Nighthorse Campbell – wódz i emerytowany wieloletni członek Kongresu USA
- Chris Eyre – reżyser filmowy (m.in. Sygnały Dymne, Skinwalkers, Złodziej czasu)
- Susan Shown Harjo – działaczka społeczna i kulturalna, przewodnicząca Morningstar Institute
- W. Richard West Jr. – dyrektor Narodowego Muzeum Indian Amerykańskich (NMAI) w Waszyngtonie